# Kálnoky von Kőröspatak

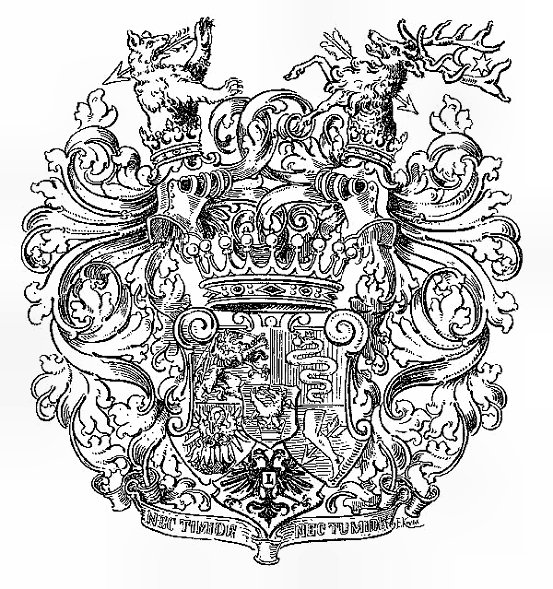
Wappen der Grafen Kálnoky von Koröspatak

Kálnoky von Kőröspatak ist ein ungarisch-österreichisches Hochadelsgeschlecht.

## Geschichte
Die magyarische Magnatenfamilie stammt ursprünglich aus der Mongolei. Erstmals wurde die Familie im Jahre 1252 dokumentiert. Der Stammsitz war eine Holzburg aus dem 11. bis 12. Jahrhundert, die von einem  Wall umgeben war und oberhalb des Dorfes lag, das vom Bach Körös durchflossen wurde. Mitte des 17. Jahrhunderts gab das Geschlecht die Burg auf und bezog ein neu erbautes Schloss im Dorf Sepsikőröspatak. Kálnok ist ein weiterer Ortsteil von Sepsikőröspatak. Während der Reformation wurde das Geschlecht reformiert und später unitarisch, bevor es zum Katholizismus zurückkehrte. Im Jahre 1697 wurde der siebenbürgische Kanzler Sámuel Kálnoky in den Grafenstand mit dem Titel von Kőröspatak erhoben.

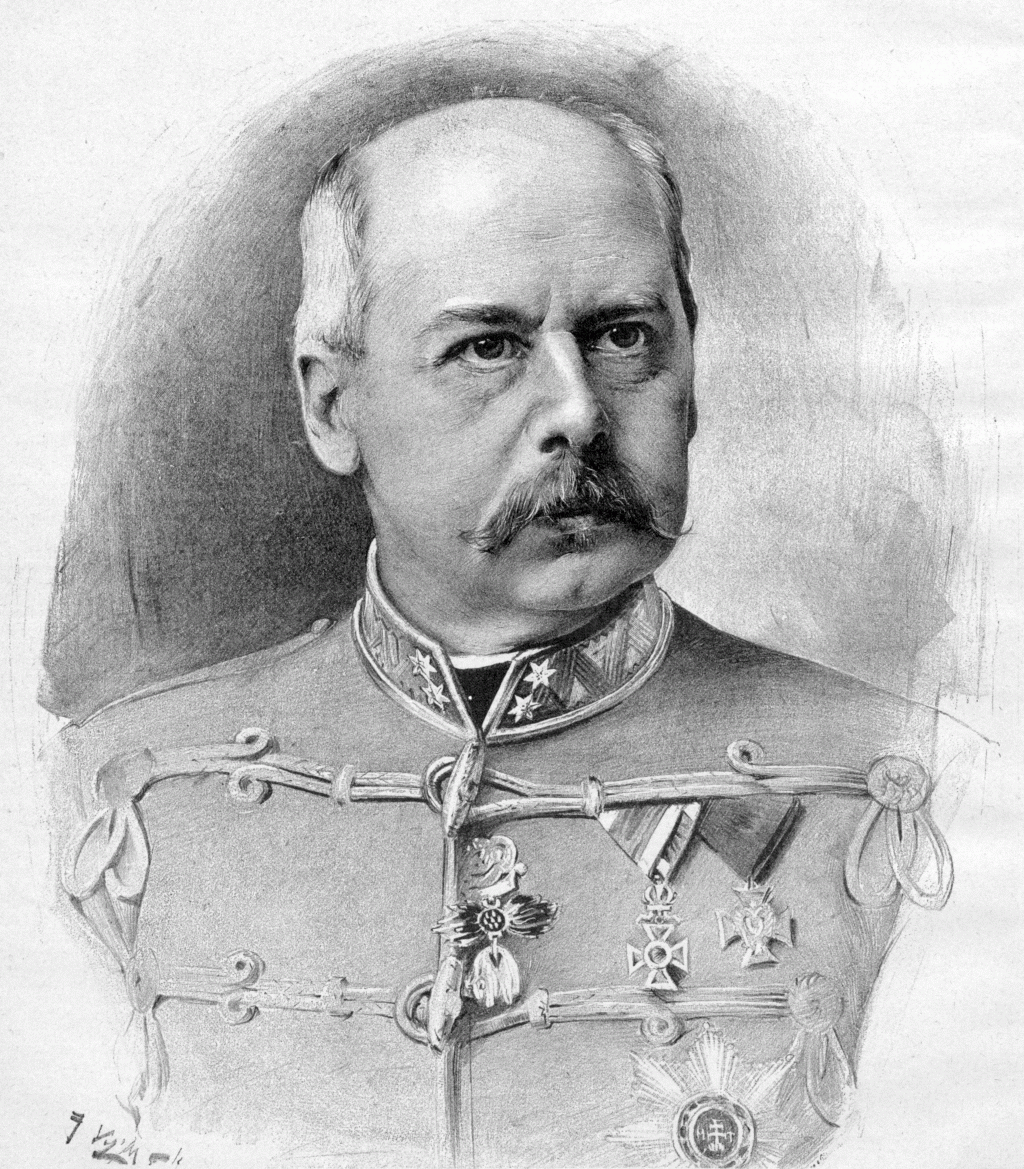
Graf Gustav Kálnoky (1832–1898), österreichisch-ungarischer Außenminister

Neben ihren hervorragenden militärischen und politischen Laufbahnen zeichneten sich die Kálnoky auch durch ihre vorteilhaften Eheallianzen aus. Mehrere Mitglieder heirateten Erbinnen aristokratischer Familien am Rande des Aussterbens und erhöhten damit erheblich ihr Vermögen und ihren Einfluss in Mitteleuropa.
Als eines von 64 gräflichen Geschlechtern hatte die Familie einen erblichen Sitz im Herrenhaus, dem Oberhaus des Reichsrates. Graf Gustav Kálnoky (1832–1898) amtierte als österreichisch-ungarischer Außenminister von 1881 bis 1895.
Zum Besitz gehörte das siebenbürgische Stammschloss Sepsikőröspatak sowie das Schlossgut Číčov (ungarisch: Csicsó) in der südlichen Slowakei, nahe der heutigen ungarischen Grenze gelegen, sowie das 1820 erworbene Schloss Lettowitz in Mähren und infolge Heirat das ebenfalls mährische Schloss Prödlitz. Nach der kommunistischen Machtübernahme ab 1945 verlor die Familie ihren Besitz, welcher nach der Revolution von 1989 teilweise zurückerstattet wurde. Tibor Kálnoky (* 1966) erhielt Ende der 1990er Jahre das heruntergekommene Stammschloss Sepsikőröspatak zurück, begann mit der Renovierung und setzt sich als Direktor des Kalnoky Conservation Trust für den Natur- und Denkmalschutz im Szeklerland ein. Seit 1992 wurde auch das Schloss Číčov von der Familie wieder übernommen und restauriert. Das Schloss Lettowitz in Mähren wurde nach der Samtenen Revolution an Alexander Kálnoky zurückübertragen, der es 2004 verkaufte. Schloss Prödlitz kam durch Erbschaft und Rückübertragung an die Grafen Belcredi.

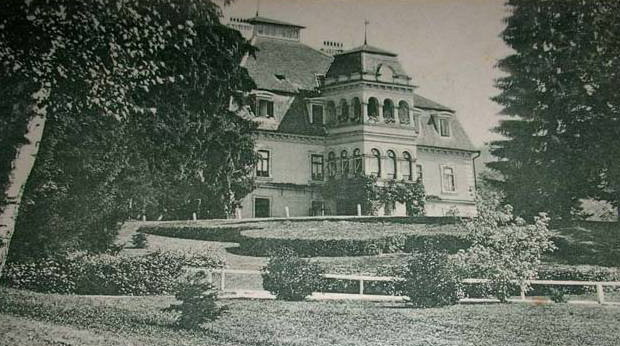
Schloss Sepsikőröspatak (Valea Crișului), Rumänien
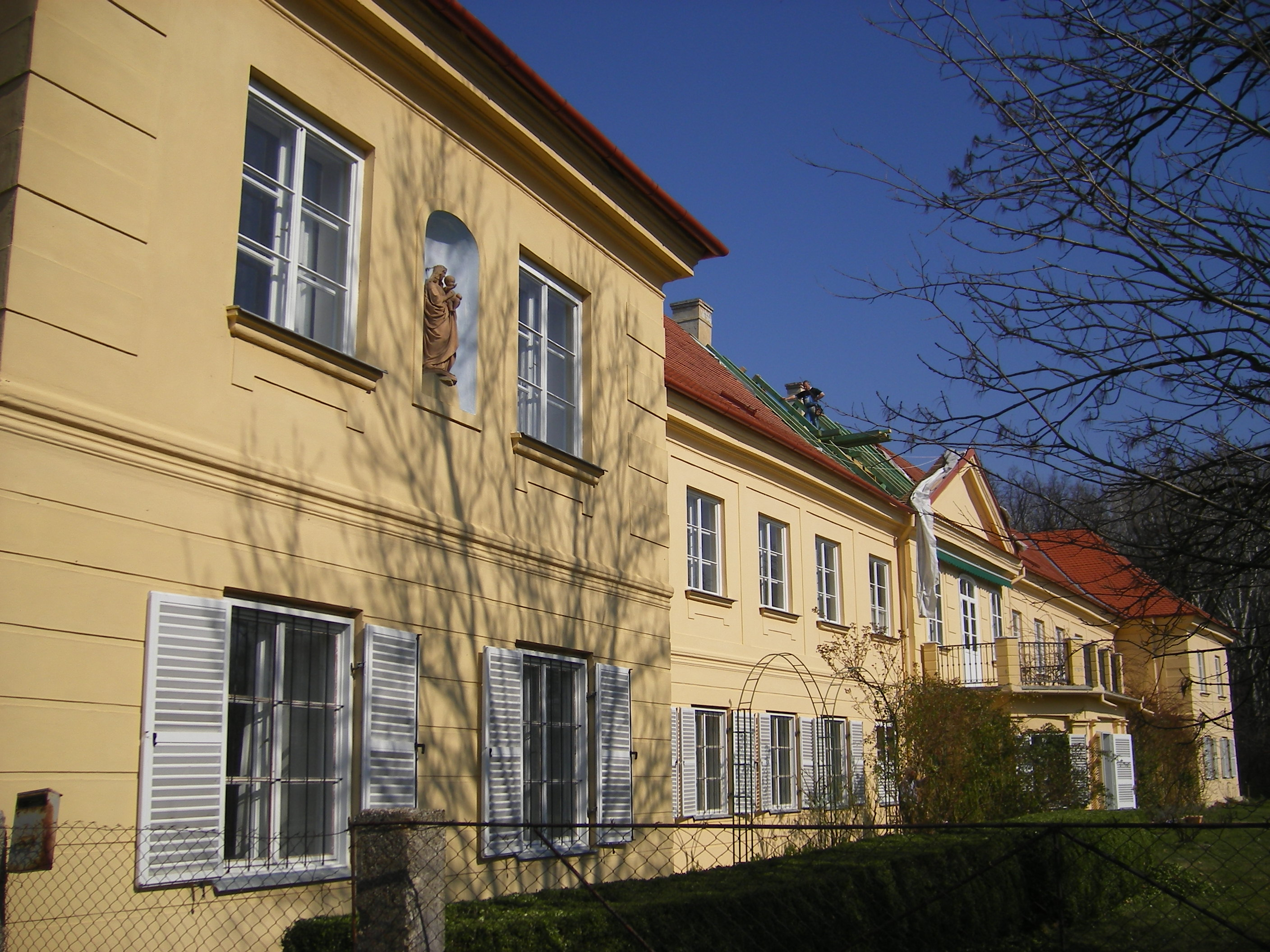
Schloss Číčov, Slowakei
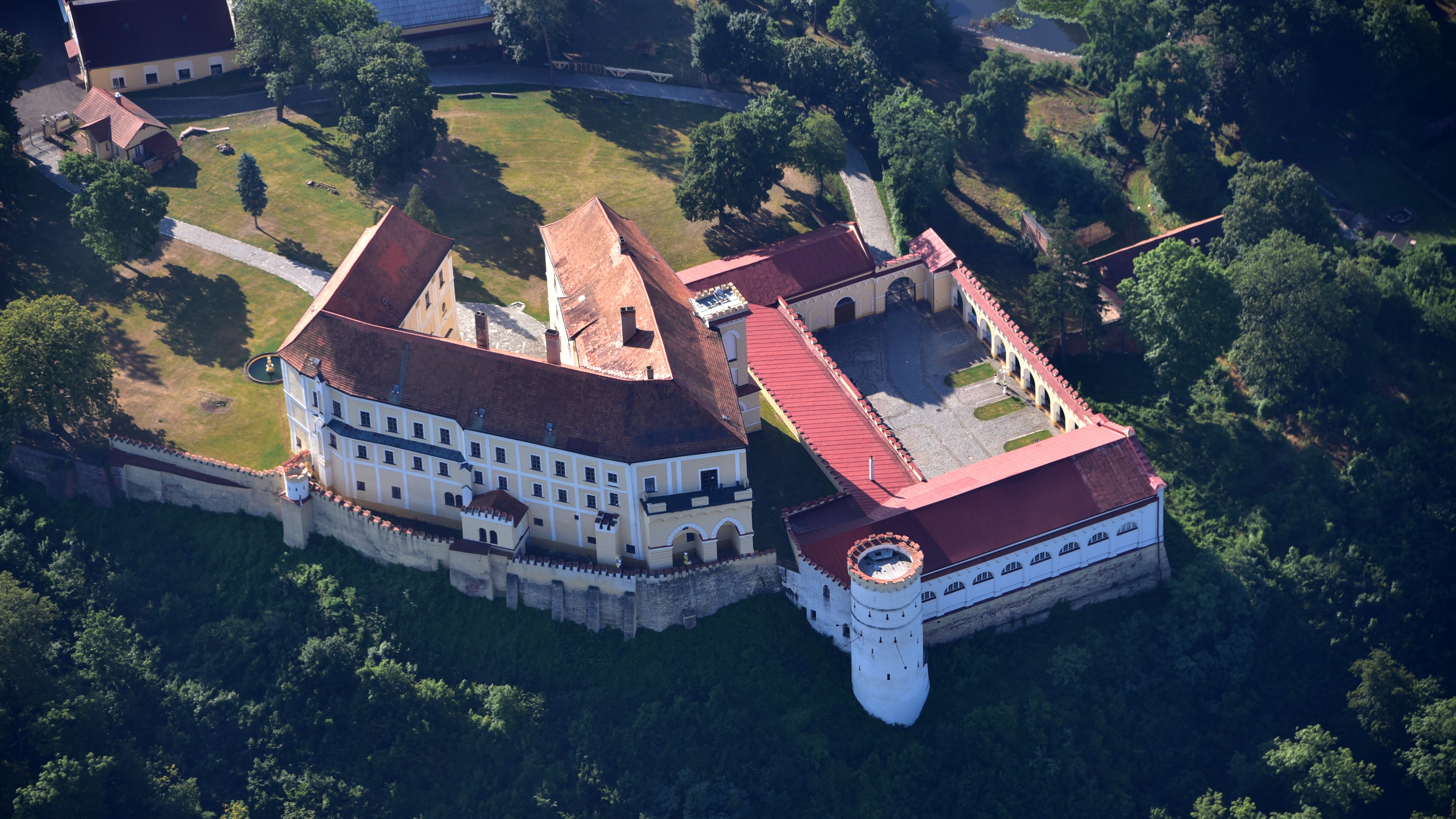
Schloss Lettowitz in Mähren, Tschechien
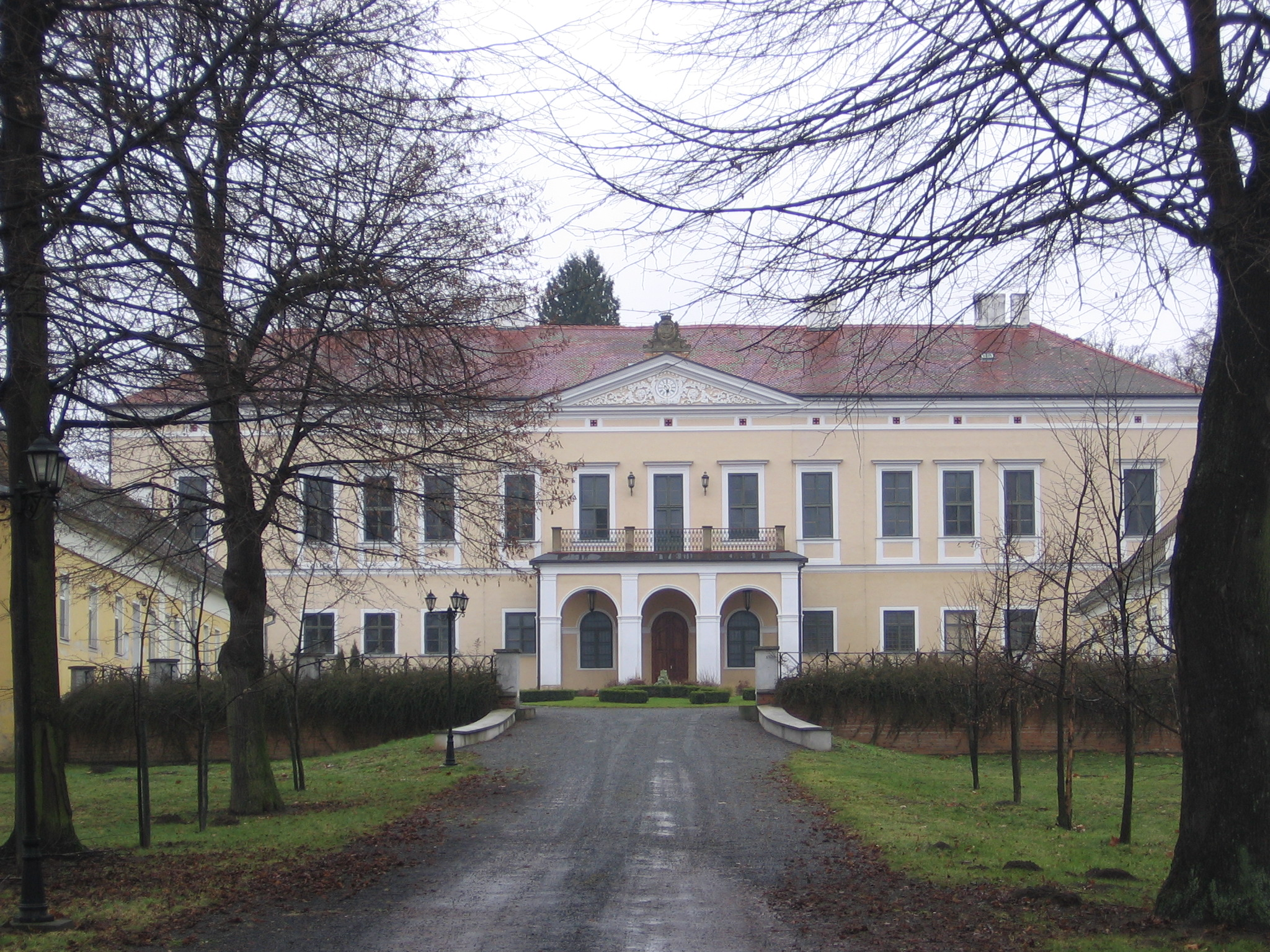
Schloss Prödlitz, Mähren

## Vertreter

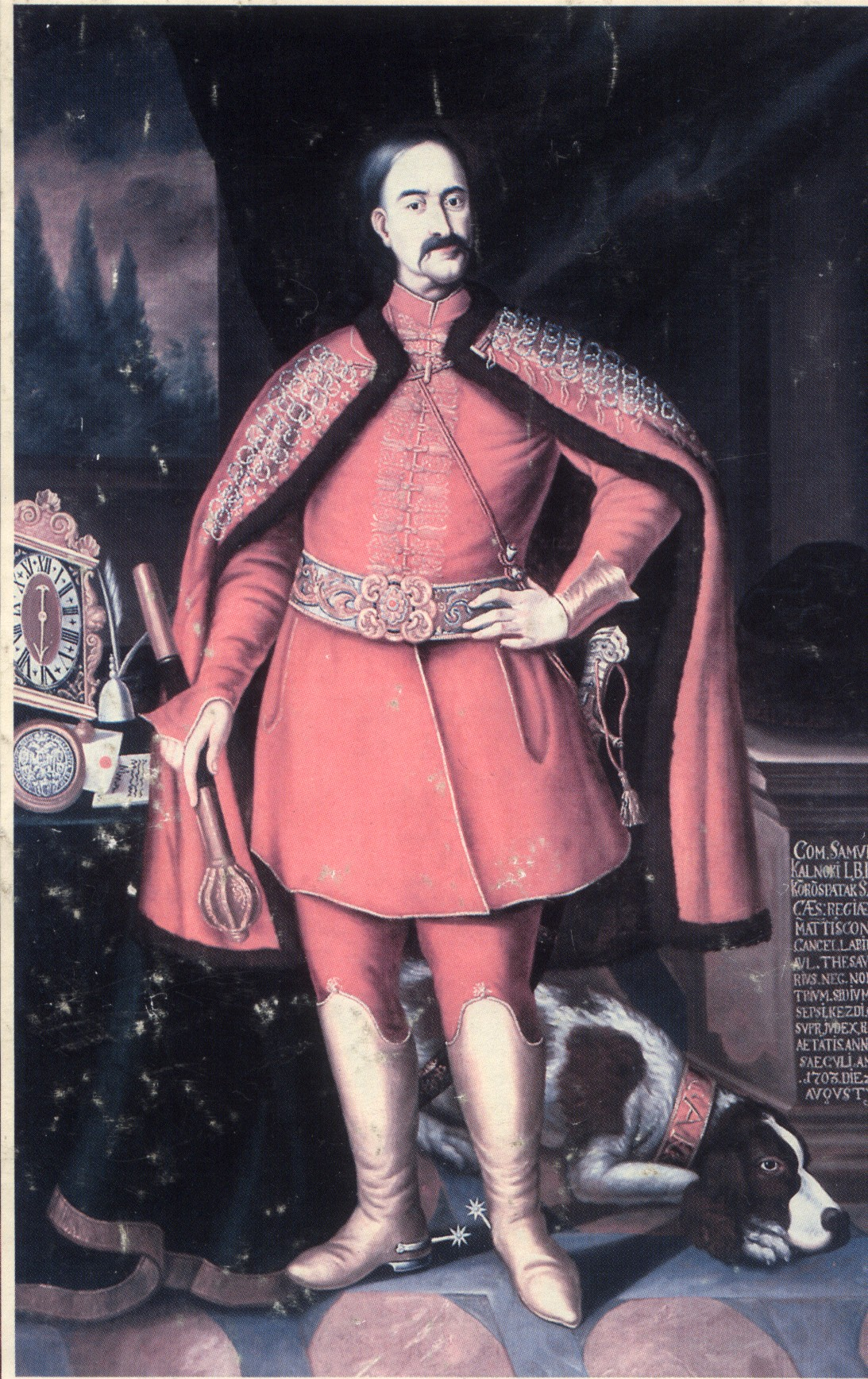
Sámuel Kálnoky (1640–1706), Kanzler von Siebenbürgen

- Sámuel Kálnoky (1640–1706), Kanzler von Siebenbürgen
- Gustav Kálnoky (1832–1898), österreichisch-ungarischer Außenminister
- Hugo Graf Kálnoky (1844–1928), österreichisch-ungarischer Offizier
- Ingeborg Gräfin Kálnoky geb. von Breitenbuch (1909–1997), Hausdame der Alliierten während der Nürnberger Prozesse